# Ljubečský sjezd
Ljubečský sjezd se konal v roce 1097 ve městě Ljubeč ležícím na Dněpru. Jeho cílem bylo uzavření smlouvy o skončení bojů mezi ruskými knížaty, která bojovala o ziskání vlivu v jednotlivých údělných knížectvích. Účastníci sjezdu - ruská knížata - se soustředila i na boj proti Polovcům, kteří na ruské území útočili z jihu. Sjezd však nezaručil splnění těchto cílů, protože ihned po jeho skončení byl oslepen Vasiľko Rostislavič a boje mezi panovníky jednotlivých knížectví pokračovaly. 
Na sjezdu se stanovil princip dědění následnictví trůnu. Synové knížat měli právo na trůn po smrti svého otce. Takové řešení vyprovokovalo vznik velkého feudálního pozemkového vlastnictví.